# Screaming Lord Sutch
Screaming Lord Sutch (n. David Edward Sutch; Londres, 10 de noviembre de 1940 - Londres, 16 de junio de 1999) fue un cantante de rock inglés y eterno candidato parlamentario.
Fue el fundador del Official Monster Raving Loony Party ("Partido Oficial del Monstruo Chiflado") y su líder entre 1983 y 1999, periodo durante el cual se presentó a numerosas elecciones parlamentarias. Posee el récord de participación en más elecciones parlamentarias: 39 entre 1963 y 1997. Como cantante, trabajó con artistas como Keith Moon, Jeff Beck, Jimmy Page, Ritchie Blackmore, Charlie Watts, John Bonham, Noel Redding, Mitch Mitchell y Nicky Hopkins, y es conocido por sus grabaciones con Joe Meek, entre ellas Jack the Ripper (1963).

## Trayectoria
Sutch nació en el hospital New End de Hampstead, al norte de Londres, y creció en el barrio londinense de Harrow.
En la década de 1960, inspirado por Screamin' Jay Hawkins, cambió su nombre artístico por el de "Screaming Lord Sutch, 3rd Earl of Harrow", a pesar de no tener ninguna relación con la nobleza. Más tarde, la prensa británica se acostumbró a referirse a él como "Screaming Lord Sutch", o simplemente "Lord Sutch".
Sutch era conocido por su espectáculo de terror, en el que se disfrazaba de Jack el Destripador, antes de las payasadas de Arthur Brown y Alice Cooper. Acompañado por su banda, The Savages, empezaba saliendo de un ataúd negro (una vez quedó atrapado en su interior, incidente parodiado en la película Slade in Flame). Otros accesorios eran cuchillos y dagas, calaveras y "cadáveres" (falsos). Sutch organizaba giras temáticas, como "Sutch y el Imperio Romano", en la que Sutch y los miembros de la banda se disfrazaban de soldados romanos. Su colega Chas McDevitt ha afirmado que le dio la idea de un número inspirado en Screamin' Jay Hawkins al mánager de Sutch, Paul Lincoln, después de ver a Hawkins actuar en Nueva York en 1957, y que ya había considerado emular al propio Hawkins empezando su número saliendo de un ataúd forrado de seda, pero decidió que "(no tenía) la personalidad para llevarlo a cabo", afirmando que "nadie en este país había oído hablar de Hawkins hasta mediados de los 60".
A pesar de su confesa falta de talento vocal, Sutch lanzó sencillos de terror entre principios y mediados de los 60, siendo el más popular "Jack the Ripper". Su sencillo "The Cheat" ha sido citado como una grabación proto-psicodélica. Entre sus primeros trabajos se incluyen grabaciones producidas por el pionero del audio Joe Meek.
El álbum de Sutch Lord Sutch and Heavy Friends fue nombrado en una encuesta de la BBC de 1998 como el peor álbum de todos los tiempos, un estatus que también mantuvo en el libro de Colin Larkin The Top 1000 Albums of All Time, a pesar del hecho de que Jimmy Page, John Bonham, Jeff Beck, Noel Redding y Nicky Hopkins actuaron en él y ayudaron a escribirlo.
Para su continuación, Hands of Jack the Ripper, Sutch reunió a celebridades del rock británico en un concierto en el Carshalton Park Rock 'n' Roll Festival. El concierto se grabó (aunque sólo Sutch lo sabía) y se publicó para sorpresa de los músicos. Entre los músicos del disco se encontraban Ritchie Blackmore (guitarra); Matthew Fisher (teclado); Carlo Little (batería); Keith Moon (batería); Noel Redding (bajo) y Nick Simper (bajo).
En 2017 su canción "Flashing Lights" apareció en Logan Lucky, película dirigida por Steven Soderbergh.

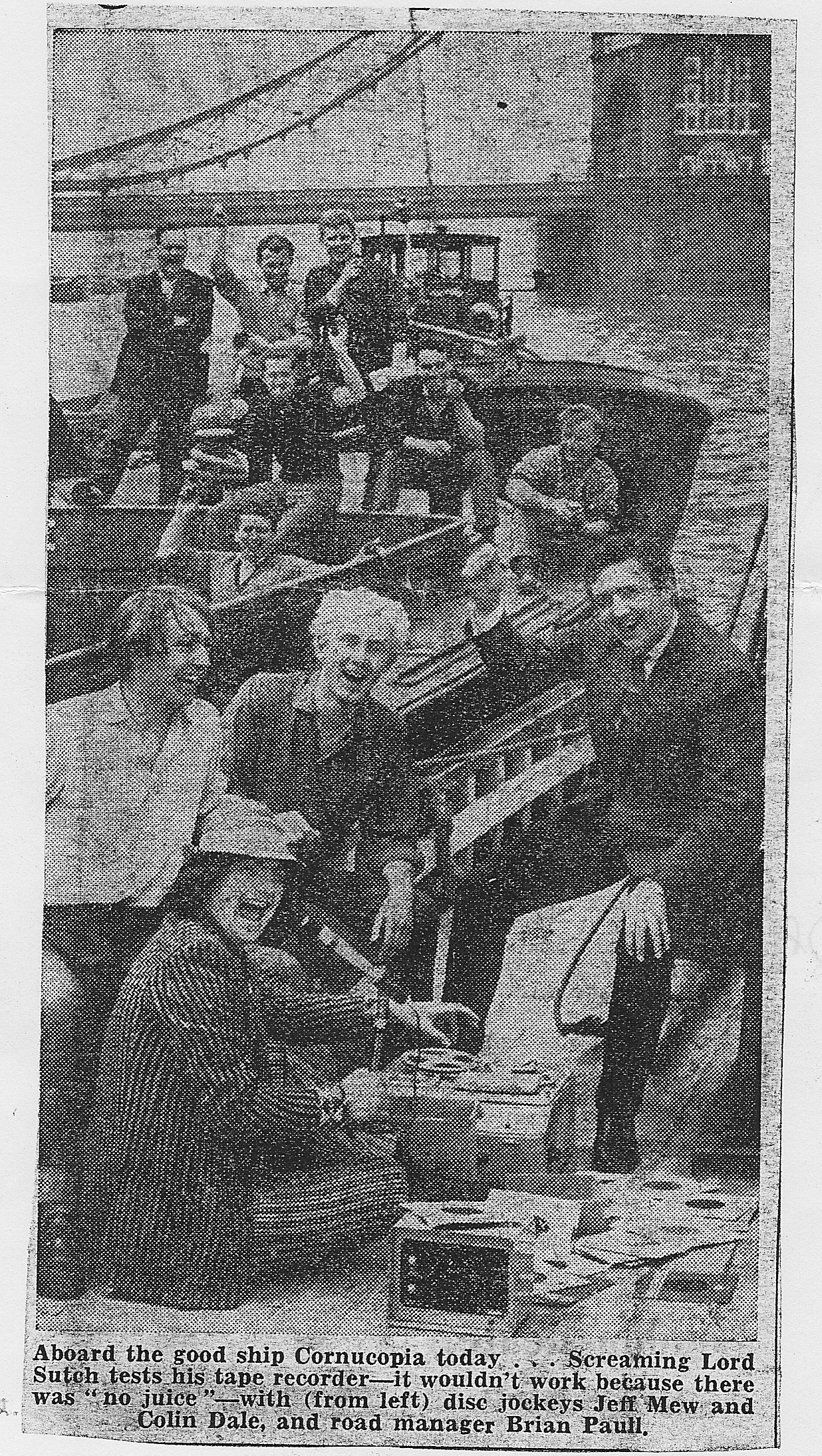
Sutch maneja una radio pirata sobre el río Támesis.

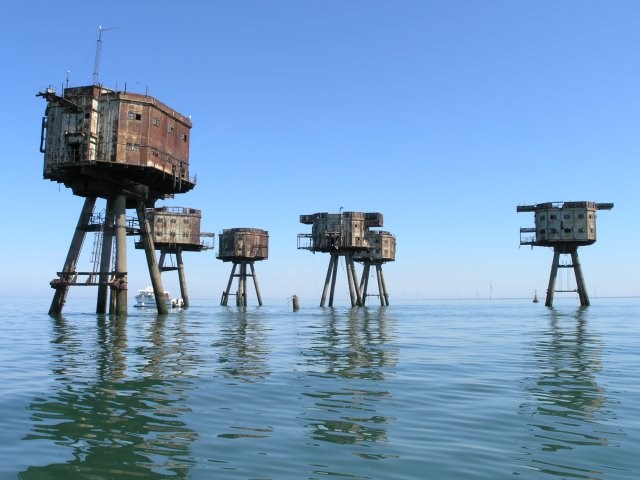
Fuerte Maunsell, en Shivering Sands (a unos 15 km del estuario del río Támesis), con varias torres de ametralladoras abandonadas, construidas entre 1942 y 1943 (durante la Segunda Guerra Mundial). A mediados de los años sesenta se fundó aquí la estación de radio pirata Radio City, de Sutch.

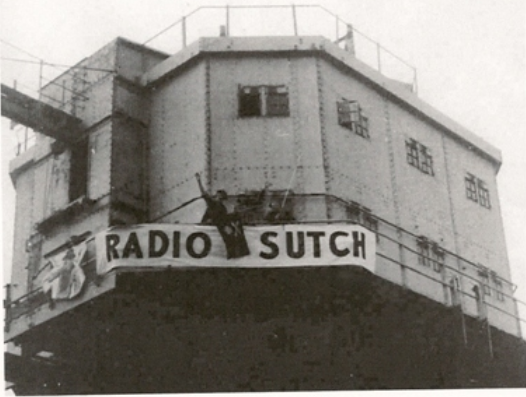
La estación pirata Radio Sutch en una de las torres de ametralladoras abandonadas.

## Actividad política
Su interés por la política se remonta a los años 60, cuando Sutch comienza a presentarse como candidato en elecciones parlamentarias por el National Teenage Party.
La primera vez fue en 1963, cuando se presentó a las elecciones parciales de Stratford provocadas por la dimisión de John Profumo y obtuvo 208 votos. La siguiente fue en las elecciones generales de 1966, cuando se presentó en la circunscripción de Huyton de Harold Wilson. Aquí obtuvo 585 votos.
El 16 de junio de 1982 fundó el partido oficial Monster Raving Loony Party en el Golden Lion Hotel de Ashburton, Devon, y se presentó a las elecciones parciales de Bermondsey de 1983. A lo largo de su carrera se presentó a más de 40 elecciones. Se le reconocía en los recuentos electorales por su extravagante indumentaria y su sombrero de copa. En 1968 añadió oficialmente "lord" a su nombre mediante escritura pública. A mediados de la década de 1980, la fianza que debían pagar los candidatos pasó de 150 libras a 500. Esto no disuadió a Sutch, que aumentó el número de conciertos que ofrecía para pagar las campañas. En Rotherham, en 1994, alcanzó su mayor porcentaje de votos, con 1.114 y un 4,2%.
En las elecciones parciales de Bootle, en mayo de 1990, obtuvo más votos que el candidato del Partido Socialdemócrata Continuista (SDP), liderado por el exministro de Asuntos Exteriores David Owen. A los pocos días, el SDP se disolvió. En 1993, cuando el Partido Nacional Británico obtuvo su primer concejal local, Derek Beackon, Sutch señaló que el Partido de los Locos Monstruosos Oficial ya tenía seis. Se presentó a 39 elecciones parlamentarias, un número récord, y perdió su escaño en todas ellas.
Apareció como él mismo en el primer episodio de la comedia de ITV The New Statesman. En el episodio, queda segundo, por delante de los laboristas y el SDP, en las elecciones de 1987 en las que Alan B'Stard es elegido diputado.
En los anuncios de Heineken de los años 90 se jactaba de que "sólo Heineken puede hacer esto". Uno de ellos mostraba a Sutch en el número 10 de Downing Street tras convertirse en primer ministro.
Sutch se retiró de las elecciones generales de 1997 para cuidar de su madre enferma en South Harrow.Ese mismo año se presentó a sus dos últimas elecciones parciales, en Uxbridge y Winchester.
En 1999, Sutch protagonizó un anuncio de Coco Pops en el que anunciaba los resultados de su concurso de cambio de nombre.
Varias de las políticas del Partido Chiflado de Sutch fueron adoptadas posteriormente por los partidos mayoritarios y se convirtieron en leyes. En concreto:
- Sus exigencias para la radio comercial (introducidas por el gobierno en 1974).
- Voto para los adolescentes (la edad para votar se redujo de 21 a 18 años en 1970).
- Pasaportes para perros (la introducción de pasaportes para mascotas permitió sus viajes internacionales sin regímenes de cuarentena).

## Vida personal
Sutch era amigo de Cynthia Payne, y en un momento dado vivió en su casa.
Sutch tenía un historial de depresión y se suicidó ahorcándose el 16 de junio de 1999 en casa de su difunta madre. En la investigación, su prometida Yvonne Elwood dijo que padecía depresión maníaca, lo que ahora se conoce como trastorno bipolar. Está enterrado junto a su madre, que murió poco antes de las elecciones generales de 1997. Le sobrevive un hijo, Tristan Lord Gwynne Sutch, nacido en 1975 de se relación con la modelo estadounidense Thann Rendessy.
En 1991 se publicó su autobiografía, Life as Sutch: The Official Autobiography of a Raving Loony, escrita con Peter Chippindale. En 2005, Graham Sharpe, que le conocía desde finales de la década de 1960, escribió su primera biografía, The Man Who Was Screaming Lord Sutch (El hombre que gritaba Lord Sutch).

## Discografía
- 1970: Lord Sutch and Heavy Friends.
- 1972: Hands of Jack the Ripper (en vivo).
- 1978: Jack the Ripper.
- 1980: Alive and Well (en vivo).
- 1982: Rock and Horror.
- 1992: Live Manifesto (en vivo).
- 1992: Murder in the Graveyard (en vivo).